# Kay Scheffel

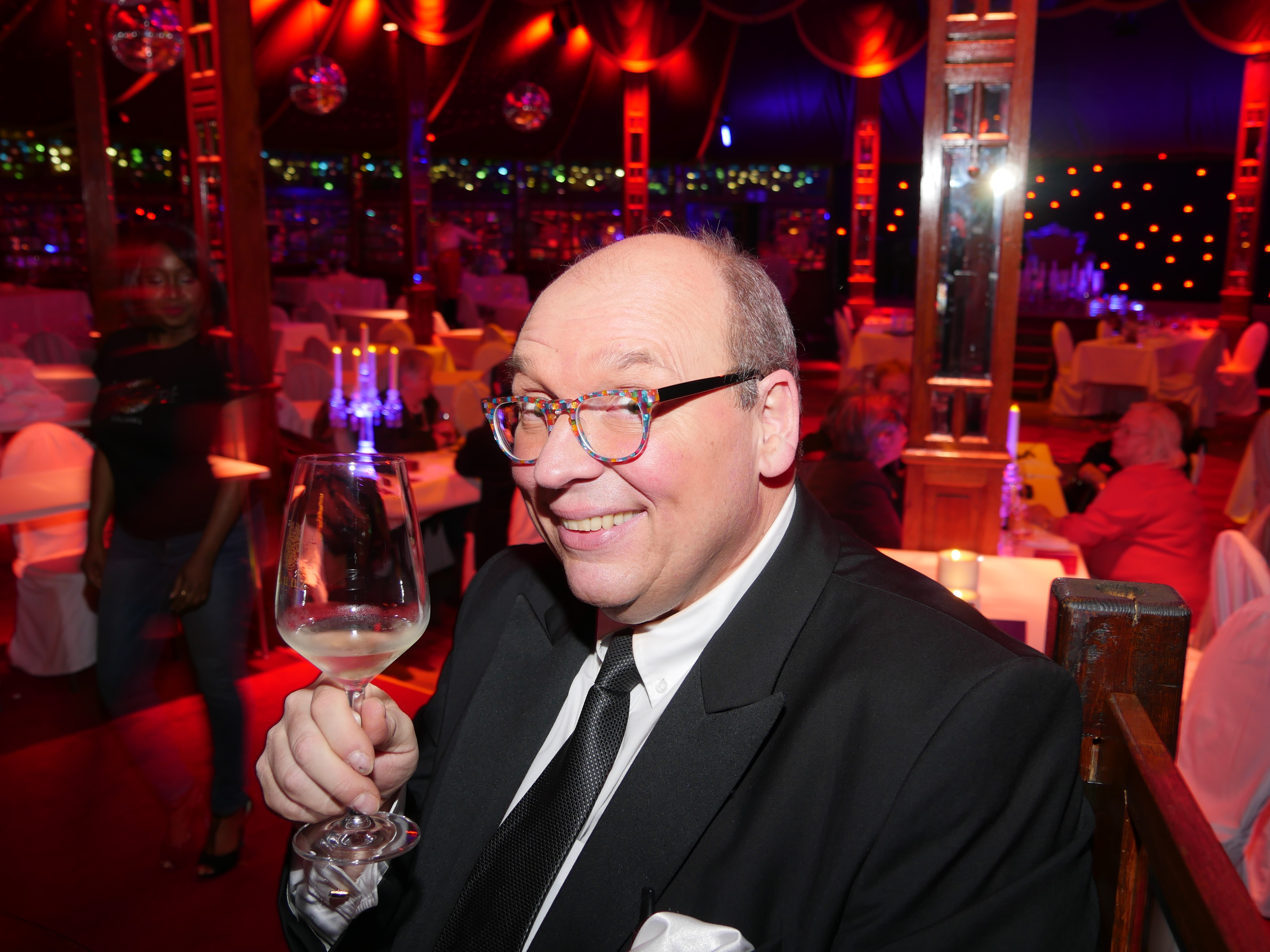
Kay Scheffel (2015)

Kay Scheffel (* 21. August 1961 in Gelsenkirchen) ist ein deutscher Comedian, Showmaster und Bauchredner.

## Leben
Kay Scheffel wuchs in Schermbeck am Niederrhein auf. Er ist Sohn einer Artistin und eines Tenors und Orchesterchefs des Scheffel Trios. 1980 trat Kay Scheffel als „Deutschlands jüngster Bauchredner“ unter dem Namen Kay and Company in der WDR-Fernsehshow Mittwochs in Düsseldorf auf. Bei seinen Auftritten als Bauchredner kopierte er den amerikanischen und englischen Stil des Humors. 1996 präsentierte er Die Kay Scheffel Show in Freizeitparks (Europa-Park, Phantasialand und Holiday Park Haßloch).

## Tourneen und Soloprogramme
- 2016 / 2017: ISSO![1]
- 2019: Noch'n Gewicht[2]